# セイミヤ
株式会社セイミヤ（英称:SEIMIYA Co., Ltd.）は、茨城県潮来市潮来に本社を置き、茨城県・千葉県を中心に展開するスーパーマーケットチェーンである。

## 概要
創業は1887年（明治20年）で、オール日本スーパーマーケット協会およびシジシージャパンに重複加盟している。
多くの店舗では、スーパーマーケットと同様の建物で、他のドラッグストアや洋服販売店、百円ショップなどがそろっている。スーパーでは、普通のスーパーマーケットと同様、野菜、肉、魚、菓子、ドリンク類などを販売している。
近年では「SSM（スーパー・スーパー・マーケット）」と呼ぶ低価格向け店舗を開発・出店している。

## 沿革
- 1887年（明治20年） - 漬物製造卸小売業を創業[2]。
- 1959年（昭和34年）10月11日 - 潮来町に薄利多売・現金持ち帰り店（店舗面積約9坪）を開店[2]。
- 1961年（昭和36年）9月 - 資本金100万円で「合資会社 食品の清見屋」を設立[1]。
- 1967年（昭和42年）
  - 6月 - 「合資会社 清見屋ストアー」に商号変更[1]。
  - 10月 - 本格的なスーパーマーケット1号店となる潮来店を開店[1]。
- 1972年（昭和47年）9月 - 潮来店の生鮮食品売り場をプリパッケージ方式に転換[1]。
- 1974年（昭和49年）10月 - オール日本スーパーマーケット協会に加盟[1][3]。
- 1975年（昭和50年）5月 - 「合資会社 清見屋ストアー」を「合資会社 加藤産業」に商号変更すると共に土地建物の管理会社とし、資本金1500万円で食品・雑貨・衣料小売の「株式会社セイミヤ」設立[1]。
- 1976年（昭和51年）9月 - CGCに加盟[1][3]。
- 1979年（昭和54年）11月 - 延方店を開設し、同店に配送本部を開設[1]。
- 1980年（昭和55年）
  - 8月 - 鹿島町にディスカウントストア・チャレンジを開設[1]。
  - 12月 - 茨城県スーパーマーケット協会加入[1][3]。
- 1981年（昭和56年）3月 - 主婦の店全国チェーンに加入[1][3]。
- 1989年（平成元年）2月 - 日本チェーンストア協会加盟[3]。
- 1996年（平成8年）8月 - インストアベーカリー「パンドミー」を導入[広報 1]。
- 2003年（平成15年）7月 - 潮来物流センターを開設[広報 1]。
- 2012年（平成24年） - 株式会社ウイズと合併。[要出典]

## 店舗
北は茨城県ひたちなか市、南は千葉県山武市まで展開している。

## 物流センター
- 潮来市の潮来IC付近（水郷潮来バスターミナル隣）に同社の物流センターがある。[独自研究?]

## 備考
2004年（平成16年）まで佐原駅前（香取市）には清見屋という老舗デパートがあり、こちらも読みは『セイミヤ』だったため佐原市内に出店してしばらくの間、地元ではデパートは「駅前の清見屋」、スーパーは「スーパーのセイミヤ」等と区別して言う人が多かった。
佐原駅前の清見屋は佐藤新兵衛の次男の治兵衛が佐原の下宿イ611で独立したのが始まりで、1948年（昭和23年）9月24日に資本金30万円で「株式会社清見屋呉服店」を設立して法人化したものである。

#### 広報資料・プレスリリースなど一次資料
1. 1 2 3 4 5  “会社概要・沿革”.   株式会社セイミヤ. 2024年3月27日閲覧。
2. 1 2  株式会社セイミヤ 決算公告
3. ↑  AJS～会員一覧・会員企業～ - オール日本スーパーマーケット協会公式サイト
4. ↑  CGCグループ加盟企業一覧（関東） - 株式会社シジシージャパン公式サイト